# Proraso
Proraso è un marchio di prodotti per la rasatura prodotta dalla Ludovico Martelli S.p.A., azienda nata a Firenze nel 1908, con sede in frazione Caldine (Fiesole), per iniziativa di Ludovico Martelli. È considerata la più vecchia industria italiana di cosmesi e prodotti per la rasatura.

## Storia
Il marchio Proraso nasce nel 1948 per la produzione di articoli maschili come crema pre e dopo barba. Il primo prodotto lanciato sul mercato fu la Crema Pre-Barba Miracolo.
Oltre a Proraso, Martelli commercializza anche altri marchi di prodotti per capelli, cosmetici ed igienici: Erbaviva, Kaloderma, Prokrin, Schultz, Batist, Oxy, Sul Filo Del Rasoio, Adorn, Finesse, Just For Men, Marvis e Tenax.
Nel 2009 il fatturato dell'azienda è stato superiore ai 36 milioni di euro, attestandosi nel mercato nazionale al sesto posto nella produzione di schiume rapide, al terzo per la crema da barba con pennello e al primo posto nel mercato delle creme pre e dopo barba.
Nel 2017 il fatturato segna il massimo storico toccando quota 61 milioni di euro cresciuto del 18% rispetto all'anno precedente.